# Jean Mabillon

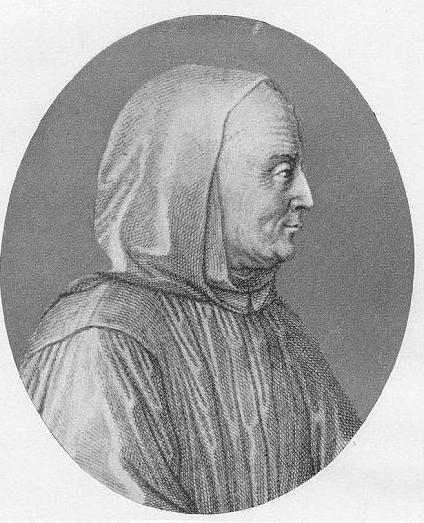
Jean Mabillon

Jean Mabillon, född 23 november 1632 i Saint-Pierremont, Champagne, död 27 december 1707 i Paris, var en fransk benediktinmunk och historiker, som anses ha grundat paleografin och vara diplomatariets fader.

## Biografi

Annales Ordinis Sancti Benedicti, 1739

Jean Mabillon var son till Estienne Mabillon, som levde till 104 års ålder, och Jeanne Guérin. När han var tolv inskrevs han vid Collège des Bons Enfants i Reims, och vid seminariet 1650. 1653 lämnade han detta för att bli munk vid maurinkongregationen av benediktinorden i Saint Remi, där han avlade sina munklöften 1654. Hans dåliga hälsa tvingade honom att byta kloster ett flertal gånger, varför han vistades i Corbie samt klosterkyrkan Saint-Denis och Saint-Germain-des-Prés i Paris. Under denna tid stiftade han bekantskap med flera av tidens mest lärda män, som Charles du Fresne, Étienne Baluze och Louis-Sébastien Le Nain de Tillemont.
1667, i klostret i Saint-Germain-des-Prés, publicerade Mabillon Bernard av Clairvaux skrifter, och skrev ett verk om benediktinska helgon och ordens historia som utgavs 1668. I detta omfattande arbete i åtta band, Acta sanctorum ordinis sancti Benedicti, framställer han inte endast ordens historia, utan anlägger även en kritisk metod, som var banbrytande. Annales ordinis S. Benedicti (1703) i fyra band anses vara hans huvudverk i historia. Dessa och ytterligare verk har givit honom äran att kallas 1600-talets viktigaste historiker. Andra historieverk är De liturgia gallicana libri 111 (1685), och trebandsverket Ouvrages posthumes de Mabillon et de Ruinart (1724) som innehåller en del av Mabillons korrespondens. 
1681 utgav han den första utgåvan av De re diplomatica libri sex, som är det verk han är mest känd för. Detta verk, dedicerat till Colbert, betraktas som det första verket om paleografi. Mabillon redogör för olika slags medeltida skrifter och manuskript samt ger praktiska råd om hur olika dokument skall behandlas källkritiskt. För detta verk blev han upptäckt av Jean-Baptiste Colbert, som erbjöd honom en livstidspension, vilket han avböjde. Kung Ludvig XIV av Frankrike blev också intresserad. Mabillon fortsatte med sitt värv, och begav sig ut i Europa i jakt på manuskript och böcker till det kungliga biblioteket. Han lyckades samla mer än 300 sällsynta och värdefulla exemplar.
Alla var emellertid inte lika förtjusta i Mabillons verk. Somliga munkar kritiserade honom för att vara alltför akademisk, och abboten i La Trappe förklarade att han bröt ordensreglerna genom att ägna sig åt studier snarare än hantverk. Mabillons svarsskrifter, Traitê des études monastiques (1691) och Réflexions sur la Réponse de M. l'Abbé de la Trappe (1692), har lagt grunden för benediktinordens akademiska framtoning, som den utmärker sig för. 
När Mabillon under pseudonymen Eusebius Romanus ogiltigförklarade vördnad av de reliker i katakomberna som tillhörde de "okända helgonen", tvingades han av kurian att ta tillbaka vissa påståenden som föranledde ståndpunkten. Han anklagades även för jansenism i ett annat sammanhang, men behöll under den stormiga tiden stöd från kungen och kyrkan.
1701 utsåg kungen honom till en av grundarna till Académie des inscriptions et belles-lettres. Ett supplement till De re diplomatica libri sex utkom 1704.
Mabillon avled 1707 och begravdes i kyrkan i Saint-Germain-des-Prés.